# Gabriele Kotsis
Gabriele Kotsis (nacida el 29 de octubre de 1967 en Viena, Austria) es una informática austriaca . Es profesora titular de informática en la Universidad Johannes Kepler (JKU), Linz , Austria. Dirige el Departamento de Telecomunicaciones y la división de Sistemas de Información Cooperativa. Fue vicerrectora de Investigación y Adelanto de la Mujer y durante mucho tiempo presidenta del Comité de Políticas de Investigación de Universidades de Austria . Es un miembro distinguido y presidenta electa de la Association for Computing Machinery (ACM).

## Formación
Gabriele Kotsis obtuvo una maestría en informática empresarial (1986-1991) en la Universidad de Viena , donde completó un doctorado en ciencias sociales y económicas (1992-1995). En 2000 se licenció en informática en la Universidad de Viena. Su tesis doctoral  Workload Modeling for Parallel Processingfue fue galardonada con el premio Heinz Zemanek en 1996. 